# Callicarpa formosana
Callicarpa formosana är en kransblommig växtart som beskrevs av Robert Allen Rolfe. Callicarpa formosana ingår i släktet Callicarpa och familjen kransblommiga växter. Inga underarter finns listade i Catalogue of Life.

## Bildgalleri

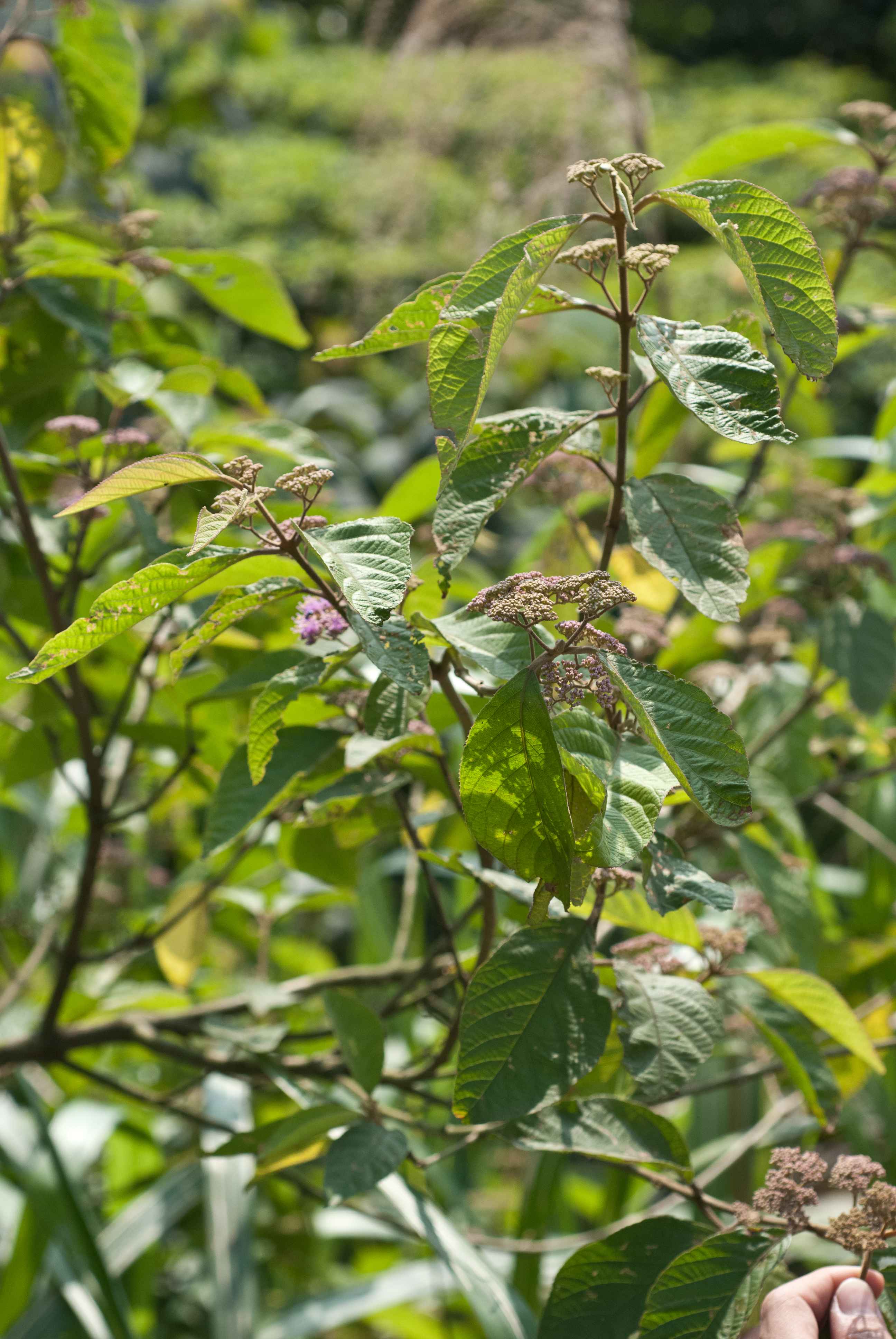
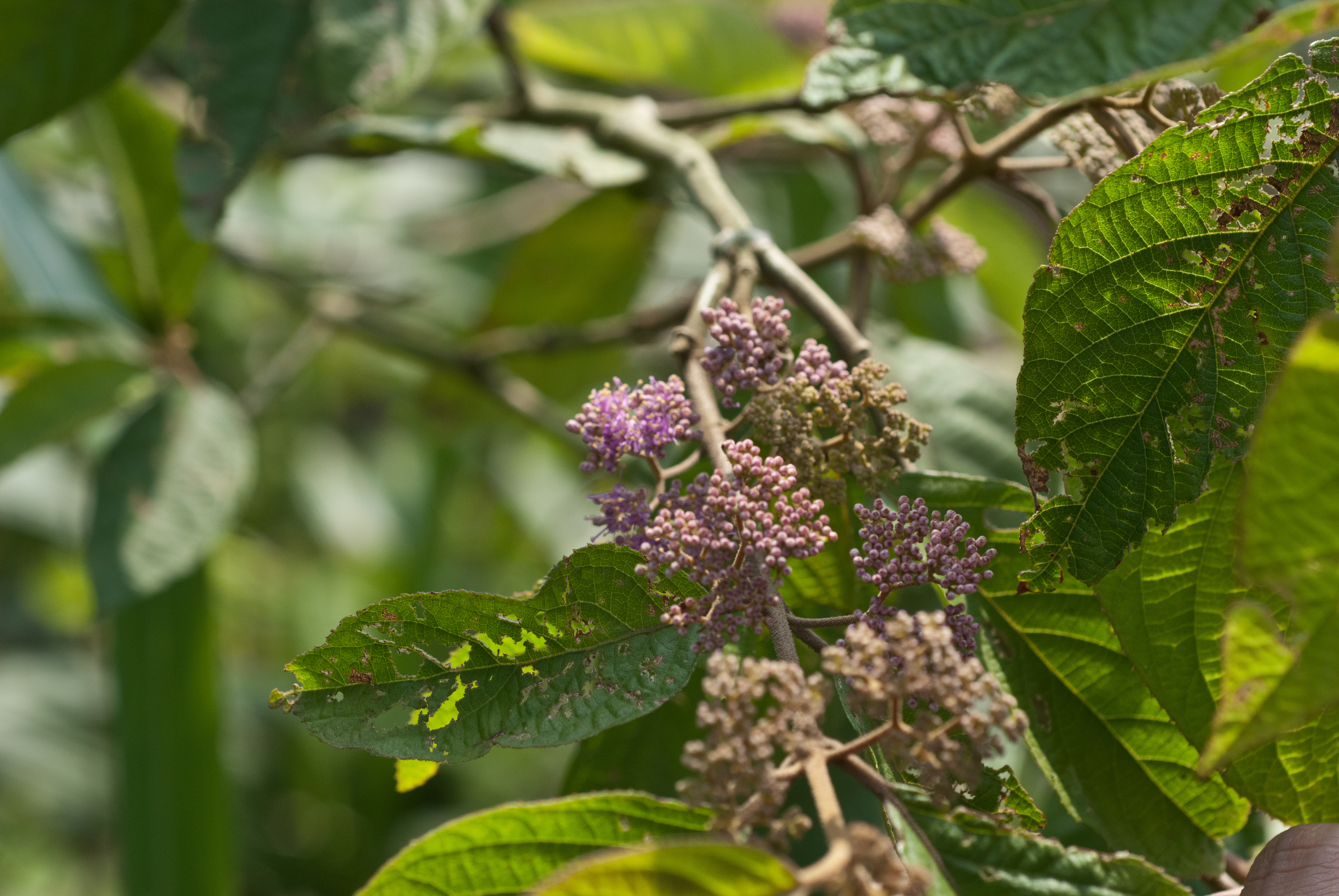
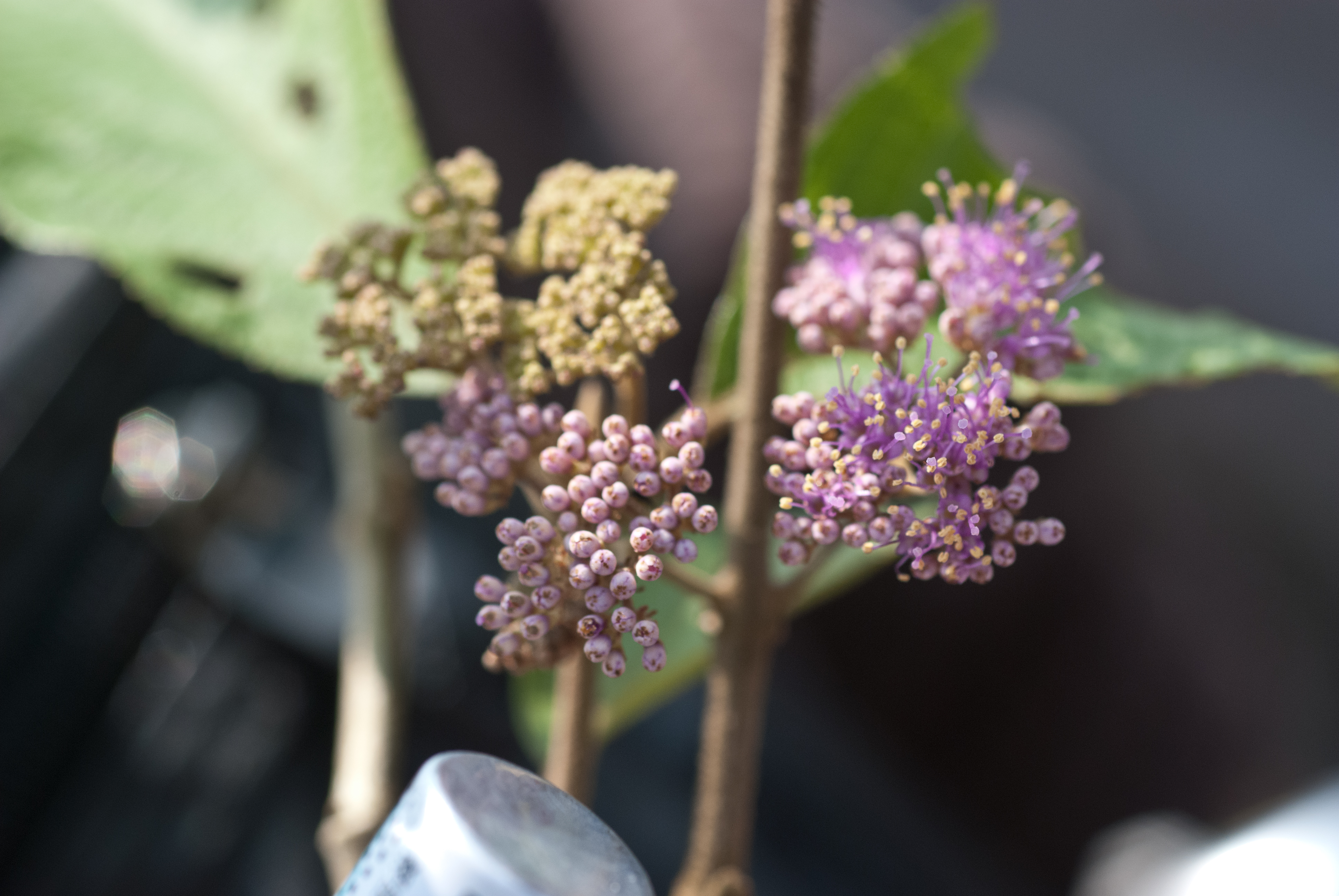
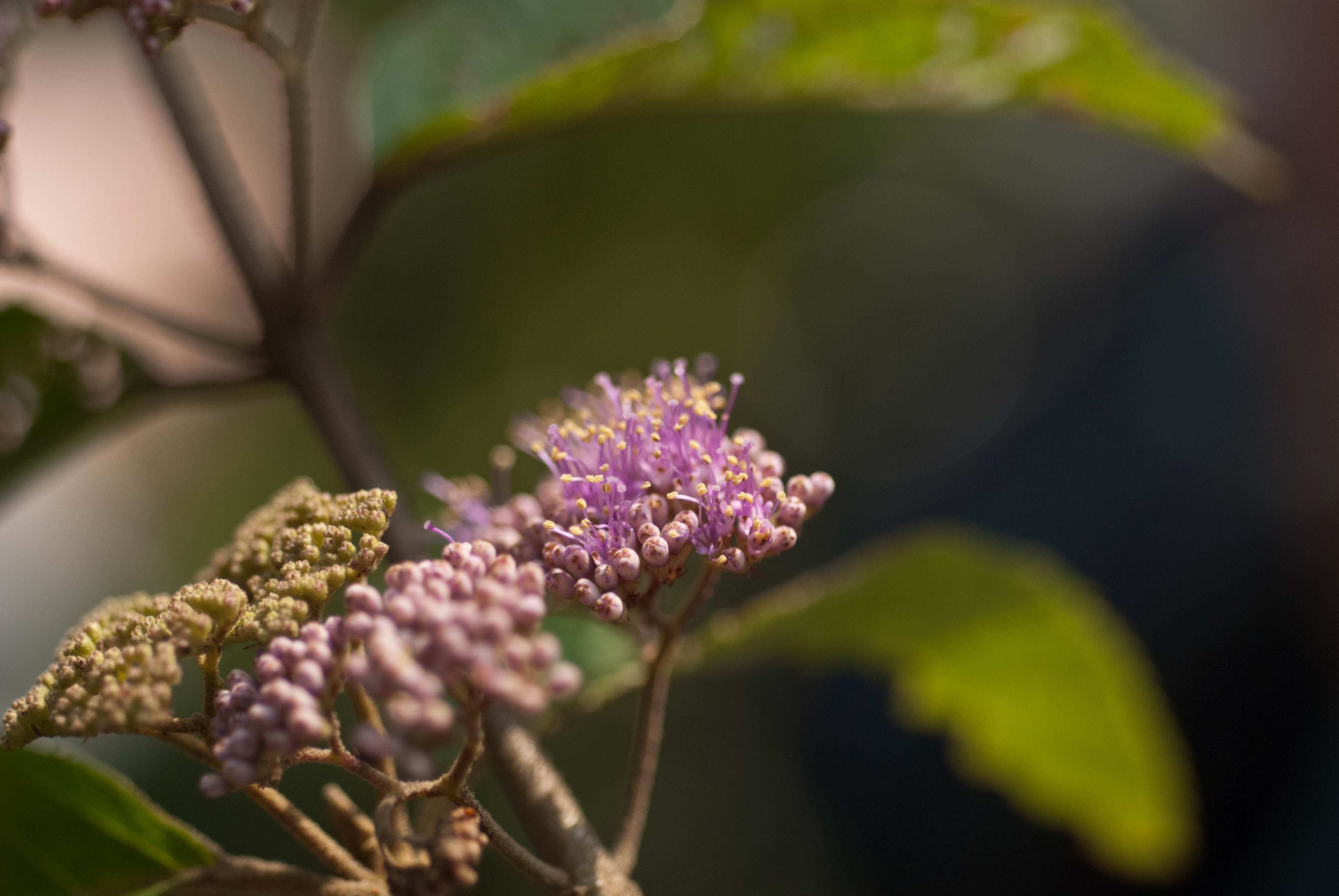
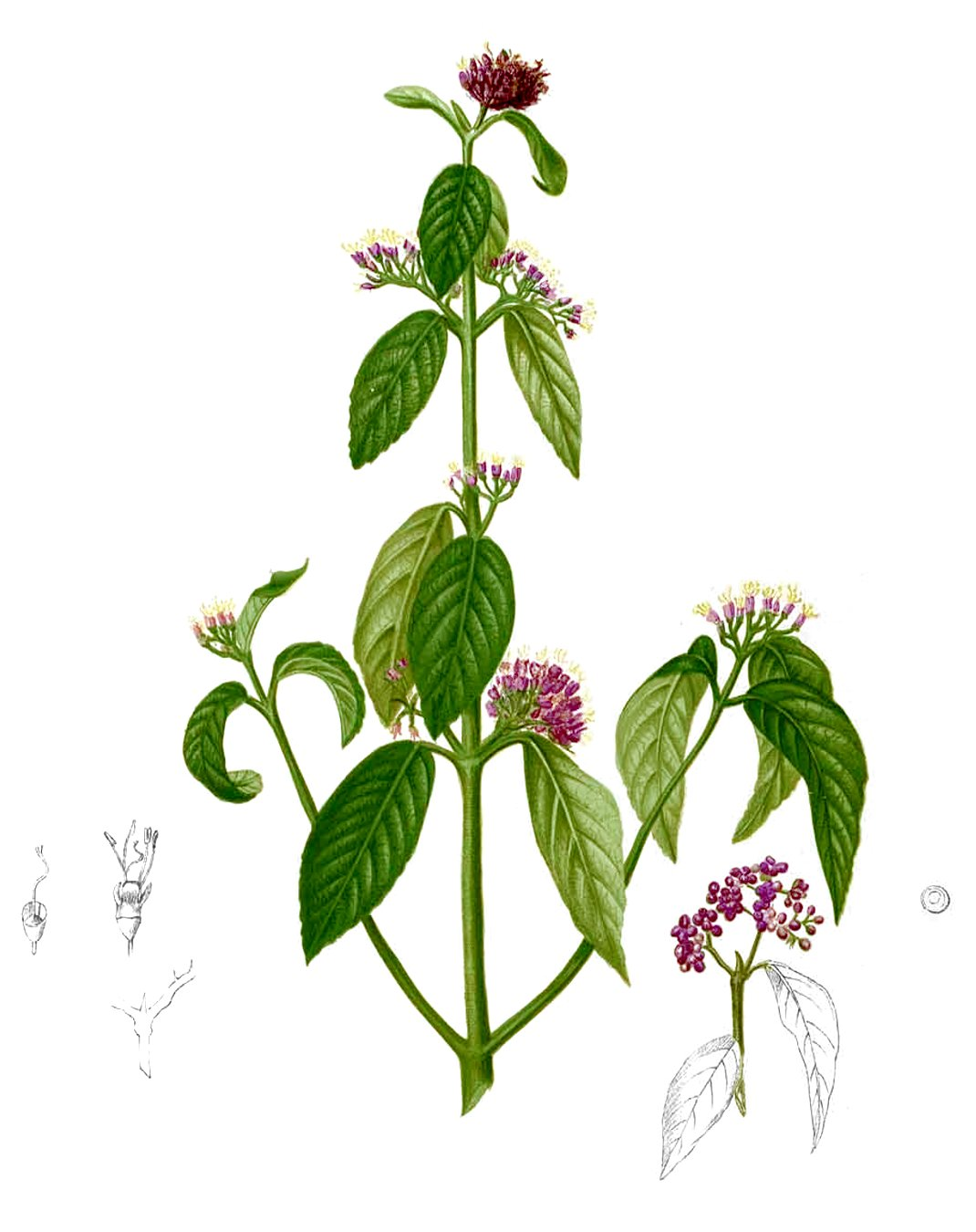
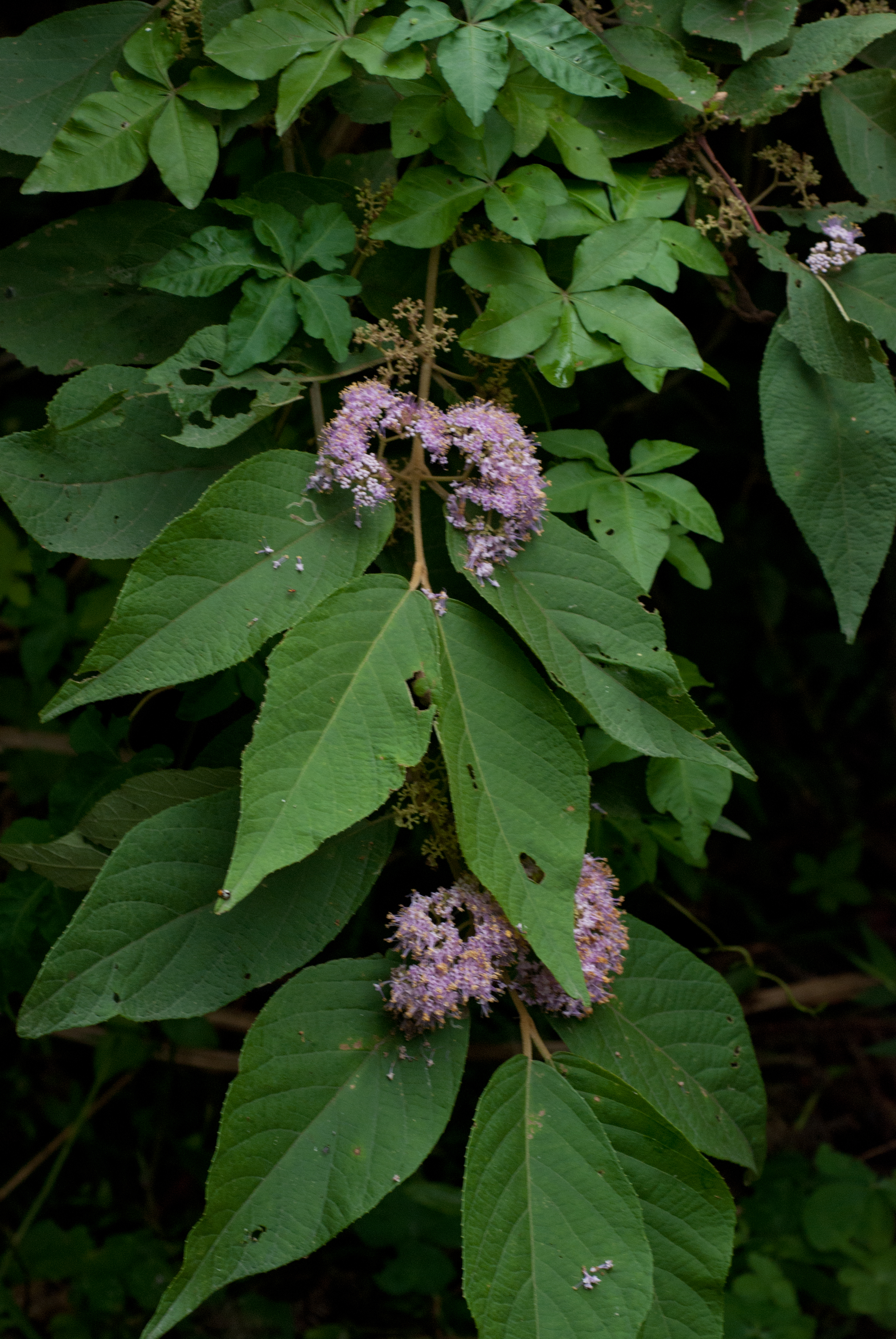